# Kramer Robertson
Kramer Reid Robertson (20 september 1994) is een Amerikaans professioneel honkbalspeler in de St. Louis Cardinals organisatie. Op 10 mei 2022 maakte hij zijn debuut in de Major League Baseball. Hij speelt als binnenvelder.

## Amateur carrière
Robertson ging naar Midway High School in Waco, Texas. Daar speelde hij honkbal, football en basketbal. In zijn laatste jaar bij Midway sloeg hij een slaggemiddelde van .425 en sloeg hij vijf homeruns. Na het afronden van highschool ging Robertson op college niveau spelen voor de LSU Tigers.
In zijn eerste jaar bij LSU speelde Robertson in 43 wedstrijden als tweede honkman. Hij kwam tot een slaggemiddelde van .200, met 1 homerun en 20 RBIs. Ook in zijn tweede jaar speelde hij vooral op het tweede honk, en behaalde hij een slaggemiddelde van .232 met 5 RBIs. In zijn derde jaar, als junior, werd Robertson de vaste korte stop van de Tigers. Zijn slaggemiddelde verbeterde naar .324, met 2 homeruns en 39 RBIs. Hij werd in de 32e ronde van de Major League Baseball-draft van 2016 geselecteerd door de Cleveland Indians, maar hij sloeg een tekenbonus van $250.000,- af om nog een jaar voor LSU te kunnen spelen. In zijn laatste jaar bij LSU had hij een slaggemiddelde van .307 met 8 homeruns en 43 RBIs.

## Professionele carrière

### St. Louis Cardinals
Robertson werd in de Major League Baseball-draft van 2017 in de vierde ronde, 124e overall geselecteerd door de St. Louis Cardinals. Hij tekende een contract bij de Cardinals met een tekenbonus van $150.000,-.
Robertson maakte zijn professionele debuut bij de Peoria Chiefs, het High-A filiaal van de Cardinals.Hij speelde daar de rest van seizoen 2017. Hij behaalde een slaggemiddelde van .270 met 3 homeruns en 13 RBIs. In 2018 speelde hij voor de Palm Beach Cardinals, het Single-A filiaal van de St. Louis Cardinals. Daar haalde hij een slaggemiddelde van .252 met 2 homeruns en 37 RBIs.
Het seizoen 2019 begon Robertson bij de Springfield Cardinals, die uitkomen op Double-A niveau. Hij speelde daar 59 wedstrijden. Hij kwam in 2019 ook 66 wedstrijden uit voor de Memphis Redbirds, die uitkomen op Triple-A niveau. Bij de twee teams samen behaalde hij een slaggemiddelde van .231 met 11 homeruns en 51 RBIs.
In 2020 werd het Minor League Baseball seizoen geannuleerd in verband met de COVID-19 pandemie.
In 2021 speelde Robertson het volledige seizoen bij de Memphis Redbirds, en ook in 2022 begon hij daar het seizoen. Op 10 mei 2022 werd Robertson gepromoveerd naar de MLB. Hij maakte dezelfde dag zijn debuut, als vervangend loper. Op 3 juni werd Robertson uit de 40-man selectie gehaald, waardoor andere teams hem konden aantrekken.

### Atlanta Braves
Op 5 juni werd bekend gemaakt dat Robertson ging spelen voor de Atlanta Braves organisatie, waar hij voor de Gwinnett Stripers ging spelen op Triple-A niveau. Hij speelde geen wedstrijden in de MLB in zijn tijd in de Atlanta Braves organisatie.

### New York Mets
Op 27 juni 2022 namen de Mets Robertson over van de Braves. Hij kwam in de New York Mets organisatie alleen op Triple-A niveau uit voor de Syracuse Mets.

### St. Louis Cardinals
Op 5 augustus 2022 namen de Cardinals Robertson over van de Mets, waardoor hij aan zijn tweede periode in dienst van de St. Louis Cardinals begon. Daar ging hij opnieuw voor de Memphis Redbirds spelen. Ook in 2023 komt Robertson uit voor de Redbirds.

## Privé
Kramer Robertson's moeder, Kim Mulkey, is sinds 2021 de coach van het dames basketbalteam van Louisiana State University, waar Robertson vier jaar honkbalde.